# 佐口卓
佐口 卓（さぐち たかし、1923年1月2日 - 2000年3月11日）は、日本の社会制度学者。学位は、商学博士（早稲田大学・論文博士・1978年）（学位論文『日本社会保険制度史』）。早稲田大学名誉教授。

## 来歴
東京都生まれ。早稲田大学商学部卒、早稲田大学商学部助教授、教授を歴任し、1993年には早稲田大学名誉教授となる。
2000年3月11日、多臓器不全のため死去。

## 著書
- 『社会保障』柏林書房 1952
- 『日本社会保険史』日本評論新社 1957
- 『ふだん着の福祉国家 ヨーロッパ・足でひろった庶民のくらし』宮坂出版社 1962
- 『医療の社会化 医療保障の基本問題』勁草書房 1964
- 『日本の医療保障』東洋経済新報社 1966
- 『暮らしを守る社会保険』日本労働協会 JIL文庫 1968
- 『医療保険論』有斐閣双書 1974
- 『サラリーマンの年金学』社会保険広報社 1976
- 『社会保障概説』光生館 社会福祉選書 1976
- 『女性の年金学』社会保険広報社 1976
- 『現代の医療保障 医療の階層性をめぐって』東洋経済新報社 1977
- 『日本社会保険制度史』勁草書房 1977
- 『社会保障』日本労働協会 テキスト双書 1984
- 『国民健康保険 形成と展開』光生館 1995

### 共編著
- 『社会保障の理論と課題』今井一男共編 社会保険法規研究会 1965
- 『社会保障論』小山路男共編 有斐閣双書 1968
- 『老人はどこで死ぬか 老人福祉の課題』森幹郎,三浦文夫共著 至誠堂 1970
- 『社会政策講義』平田富太郎共編 青林書院新社 青林講義シリーズ 1971
- 『社会保険 実務担当者のための小百科』上山顕共編 有斐閣選書 1971
- 『企業福祉』編 至誠堂 現代社会保障叢書 1972
- 『年金読本』編 東洋経済新報社 1977

### 翻訳
- アーノルド・ザクサー『スイスの社会保障制度』春見静子共訳 光生館 海外社会福祉選書 1975